# Alexander Koller
Alexander Koller (ur. 18 grudnia 1975 w Salzburgu) – austriacki snowboardzista. Jego najlepszym wynikiem na mistrzostwach świata jest 8. miejsce w snowboardcrossie na mistrzostwach w Kreischbergu. Nie startował na igrzyskach olimpijskich. Najlepsze wyniki w Pucharze Świata osiągnął w sezonie 1997/1998, kiedy to triumfował w klasyfikacji generalnej oraz w klasyfikacji snowboardcrossu.
W 2003 r. zakończył karierę.

## Sukcesy

### Mistrzostwa Świata
| Miejsce | Dzień       | Rok  | Miejscowość   | Konkurencja       | Zwycięzca          |
| ------- | ----------- | ---- | ------------- | ----------------- | ------------------ |
| 28.     | 26 stycznia | 1997 | San Candido   | Snowboardcross    | Helmut Pramstaller |
| 12.     | 15 stycznia | 1999 | Berchtesgaden | Slalom równoległy | Nicolas Huet       |
| 11.     | 17 stycznia | 1999 | Berchtesgaden | Snowboardcross    | Henrik Jansson     |
| 8.      | 19 stycznia | 2003 | Kreischberg   | Snowboardcross    | Xavier de Le Rue   |

### Puchar Świata

#### Miejsca w klasyfikacji generalnej
- 1995/1996 – 79.
- 1996/1997 – 38.
- 1997/1998 – 1.
- 1998/1999 – 34.
- 1999/2000 – 16.
- 2000/2001 – 35.
- 2001/2002 – 10.
- 2002/2003 – 10.

#### Miejsca na podium
1. Kreischberg – 17 stycznia 1997 (snowboardcross) – 2. miejsce
2. Sestriere – 6 grudnia 1997 (snowboardcross) – 1. miejsce
3. Tandådalen – 14 marca 1998 (snowboardcross) – 1. miejsce
4. Gstaad – 20 stycznia 2000 (snowboardcross) – 2. miejsce
5. San Candido – 12 marca 2000 (snowboardcross) – 3. miejsce
6. Kreischberg – 6 stycznia 2001 (snowboardcross) – 2. miejsce
7. Ruka – 15 marca 2002 (snowboardcross) – 3. miejsce
8. Tandådalen – 23 marca 2002 (snowboardcross) – 2. miejsce

- W sumie 2 zwycięstwa, 4 drugie i 2 trzecie miejsca.